# David Alan Grier
David Alan Grier (Detroit, 30 giugno 1955) è un attore e doppiatore statunitense.
Sposato dal 1987 al 1997 con l'attrice Maritza Rivera e quindi dal 2007 al 2010 con la curatrice d'arte Christine Y. Kim, da cui ha avuto una figlia, Luisa, nata nel 2008. Apprezzato interprete teatrale, nel 2021 ha vinto il Tony Award al miglior attore non protagonista in un'opera teatrale per la sua interpretazione in A Soldier's Play a Broadway.

## Filmografia parziale

### Cinema
- Storia di un soldato (A Soldier's Story), regia di Norman Jewison (1984)
- Donne amazzoni sulla Luna (Amazon Women on the Moon), regia di Joe Dante, Carl Gottlieb, Peter Horton, John Landis, Robert K. Weiss (1987)
- Saigon (Off Limits), regia di Christopher Crowe (1988)
- Il principe delle donne (Boomerang), regia di Reginald Hudlin (1992)
- Un eroe fatto in casa (Blankman), regia di Mike Binder (1994)
- Tales from the Hood, regia di Rusty Cundieff (1995)
- Jumanji, regia di Joe Johnston (1995)
- Top of the World, regia di Sidney J. Furie (1997)
- Stuart Little - Un topolino in gamba (Stuart Little), regia di Rob Minkoff (1999) – voce
- Le avventure di Rocky e Bullwinkle (The Adventures of Rocky & Bullwinkle), regia di Des McAnuff (2000)
- Un diamante con le ali (Angels in the Infield), regia di Robert King (2000)
- 15 minuti - Follia omicida a New York (15 Minutes), regia di John Herzfeld (2001)
- The Woodsman - Il segreto (The Woodsman), regia di Nicole Kassell (2004)
- Vita da strega (Bewitched), regia di Nora Ephron (2005)
- Quel nano infame (Little Man), regia di Keenen Ivory Wayans (2006)
- The Hustle, regia di Deon Taylor (2008)
- Dance Flick, regia di Damien Dante Wayans (2009)
- The Big Sick - Il matrimonio si può evitare... l'amore no (The Big Sick), regia di Michael Showalter (2017)
- Native Son, regia di Rashid Johnson (2019)
- Coffee & Kareem, regia di Michael Dowse (2020)
- The Color Purple, regia di Blitz Bazawule (2023)

### Televisione
- In Living Color – serie TV, 127 episodi (1990-1994)
- Pinky and the Brain - serie TV, 1 episodio (1995) - voce
- Damon - serie TV, 13 episodi (1998)
- The '60s, regia di Mark Piznarski – miniserie TV (1999)
- Tutto in famiglia (My Wife and Kids) – serie TV, 3 episodi (2003-2005)
- Bones (Bones) - serie TV, 1 episodio - 6x04 (2010)
- Tre voci per Natale (An En Vogue Christmas) – film TV, regia di Brian K. Roberts (2014)
- The Carmichael Show - serie TV, 42 episodi (2015-2017)
- Una serie di sfortunati eventi (A Series of Unfortunate Events) - serie TV, 2 episodi (2018)
- The Cool Kids - serie TV, 22 episodi (2018)
- The Resident - serie TV, 3 episodi - 3x02, 3x06, 3x08 (2019)
- Papà, non mettermi in imbarazzo! (Dad Stop Embarrassing Me!) - serie TV, 1 episodio (2021)
- The Patient – miniserie TV, 5 puntate (2022)

### Doppiaggio
- Clifford - Il grande cane rosso (Clifford the Big Red Dog), regia di Walt Becker (2021)

## Doppiatori italiani
Nelle versioni in italiano delle opere in cui ha recitato, David Alan Grier è stato doppiato da:
- Stefano Mondini in Jumanji, The Carmichael Show, Coffee & Karim, La società americana dei Magical Negroes
- Edoardo Nevola in Saigon, Tutto in famiglia
- Diego Reggente in Una serie di sfortunati eventi
- Enzo Avolio in Il principe delle donne
- Michele Gammino in Un eroe fatto in casa
- Maurizio Reti in Top of the World
- Luca Dal Fabbro in Un diamante con le ali
- Angelo Nicotra in Vita da strega
- Simone Mori in Quel nano infame
- Roberto Fidecaro in Tre voci per Natale
- Roberto Draghetti in The Big Sick - Il matrimonio si può evitare... l'amore no
- Luca Violini in The Patient
- Roberto Stocchi ne Il colore viola

Da doppiatore è sostituito da:
- Roberto Gammino in Stuart Little - Un topolino in gamba